# Liacarus tanzicus
Liacarus tanzicus är en kvalsterart som beskrevs av Sandór Mahunka 1983. Liacarus tanzicus ingår i släktet Liacarus och familjen Liacaridae. Inga underarter finns listade i Catalogue of Life.